# Claude Brossard
Claude Brossard, seigneur de La Trocardière, fut maire de Nantes de 1583 à 1584. Il était conseiller du roi et lieutenant civil et criminel au présidial de Nantes.

## Biographie
Il épouse la sœur du maire Julien Laurens.